# Elisheva Biernoff
Elisheva Biernoff (Albuquerque, 1980) es una artista estadounidense conocida por sus recreaciones pintadas detalladas de fotografías instantáneas antiguas encontradas.

## Primeros años de vida y educación
Nació en Albuquerque en 1980. En 2002 se graduó en Yale. En 2007 se mudó a San Francisco y en 2009 recibió su título de Maestría en Bellas Artes del Colegio de Artes de California.

## Carrera
Es conocida por sus recreaciones pintadas detalladas de fotografías instantáneas antiguas encontradas, incluidos artefactos fotográficos como destellos de la lente o sobreexposición, o detalles físicos como daños por agua en el papel fotográfico. Comenzó a crear estas pinturas cuando le pidieron que creara una instalación para la ventana de una tienda en el barrio Bayview-Hunters Point de San Francisco en 2009. Como no conocía a nadie en esa zona de la ciudad, pidió a los residentes locales fotografías de familiares que pudieran compartir, como una forma de familiarizarse con el vecindario. Sus primeras reproducciones de fotografías pintadas se hicieron a partir de estas imágenes y se exhibieron en la tienda como lo que ella llamó una «pared de sala de estar comunitaria».
Además de pintar, trabaja en fotografía, escultura, video e instalaciones artísticas. Glen Helfand, escribiendo para Artforum, describió su muestrade 2010 en la Triple Base Gallery en San Francisco como una instalación trampantojo en la que basura como envoltorios de chicles y colillas de cigarrillos es «rehecha atentamente con auténtica artificialidad». Helfand señaló que cuestiones como la sostenibilidad y la ineficiencia se insinúan en elementos como plantas geográficamente incongruentes y tejidos usados elaborados en forma sólida.
Tan fotorrealistas son algunas de las obras de Biernoff que en 2015, la artista Cynthia Daignault se apropió accidentalmente de una imagen de una pintura de Biernoff, de una postal antigua, para su propio proyecto, The Mysterious Arrival of an Unusual Letter. Daignault encontró una imagen de la pintura a través de la búsqueda de imágenes de Google y, pensando que era una foto de una postal antigua real, la usó para promocionar su proyecto, que consistía en pintar paisajes de la vida real en postales. Diagnault se disculpó inmediatamente y reconoció el error a través de su boletín informativo el mismo día.
De 2015 a 2016, Biernoff fue artista residente en la Colonia MacDowell en Nuevo Hampshire.
Biernoff está representada por la galería Fraenkel, y ha expuesto allí en 2017, 2021, y 2024. Su primera exposición individual en un museo fue en el Museo de Arte de Nevada de 2023 a 2024.
La obra de Biernoff se encuentra en las colecciones de galerías que incluyen el Museo de Arte AKG de Buffalo, el Museo Metropolitano de Arte, la Galería Nacional de Arte, el Museo de Arte de Filadelfia, el Museo de Arte Moderno de San Francisco y la Galería de Arte de la Universidad Yale.